# 巴克德·汗

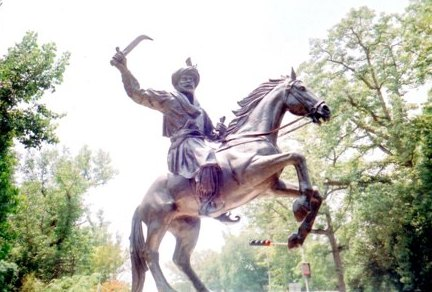
巴克德·汗

巴克德·汗（Bakht Khan Rohilla，Bakht Khan，1797年—1859年）為北印度及孟加拉地區的民族主義支持者。1857年5月，於英國東印度公司具有40年軍事經驗的他，帶領當地人所組成的軍隊反抗英國殖民政府（英國歷史稱「印軍嘩變」），並成為當地反抗力量的軍隊總司令。後來因印度诸王公未能給予支援，他隨即失敗，並於1859年死於北印度、尼泊爾境內密林。